# 莪术
莪朮，別稱蒁藥、莪荗、青薑、黑心薑，為薑科薑黃屬多年生草本植物，原产中国云南、越南、印尼。福建、广东、广西、四川等地有栽培。过去莪术的学名误作，但此名指的是南亚的白莪术，中国不产。